# Olympische Winterspiele 1976/Teilnehmer (Sowjetunion)
| Gelbes Symbol für Goldmedaillen mit stilisierten Olympischen Ringen | Graues Symbol für Silbermedaillen mit stilisierten Olympischen Ringen | Braundes Symbol für Bronzemedaillen mit stilisierten Olympischen Ringen |
| ------------------------------------------------------------------- | --------------------------------------------------------------------- | ----------------------------------------------------------------------- |
| 13                                                                  | 6                                                                     | 8                                                                       |

Die Sowjetunion nahm an den Olympischen Winterspielen 1976 in Innsbruck mit einer Delegation von 79 (59 Männer, 20 Frauen) Athleten teil. Der Eishockeyspieler Wladislaw Tretjak wurde als Fahnenträger für die Eröffnungsfeier ausgewählt.

## Teilnehmer nach Sportarten

### Ski Alpin
| Damen: - Alewtina „Alla“ Askarowa Abfahrt: 28. Platz – 1:53,19 min Riesenslalom: 32. Platz – 1:36,86 min Slalom: DNF | Herren: - Wladimir Andrejew Abfahrt: 44. Platz – 1:53,61 min Riesenslalom: DNF Slalom: 25. Platz – 2:17,56 min |

### Biathlon
Herren:
- Nikolai Kruglow
20 km:  – 1:14:12,26 h; 2 Fehler
4 × 7,5 km Staffel:  – 1:57:55,64 h; 0 Fehler
- Alexander Jelisarow
20 km:  – 1:16:05,57 h; 3 Fehler
4 × 7,5 km Staffel:  – 1:57:55,64 h; 0 Fehler
- Iwan Bjakow
4 × 7,5 km Staffel:  – 1:57:55,64 h; 0 Fehler
- Alexander Tichonow
20 km: 5. Platz – 1:17:18,33 h; 7 Fehler
4 × 7,5 km Staffel:  – 1:57:55,64 h; 0 Fehler

### Eishockey
Herren: 
| - Boris Alexandrow - Sergei Babinow - Alexander Gussew - Sergei Kapustin - Waleri Charlamow - Wladimir Luttschenko - Juri Ljapkin - Alexander Malzew - Boris Michailow | - Wladimir Petrow - Wladimir Schadrin - Wiktor Schalimow - Alexander Sidelnikow - Wladislaw Tretjak - Gennadi Zygankow - Waleri Wassiljew - Alexander Jakuschew - Wiktor Schluktow |

### Eiskunstlauf
| Damen: - Jelena Wodoresowa 12. Platz | Herren: - Wladimir Kowaljow - Juri Owtschinnikow 8. Platz - Sergei Wolkow 5. Platz | Paare: - Irina Rodnina/Alexander Saizew - Irina Worobjowa/Alexander Wlassow 4. Platz - Marina Leonidowa/Wladimir Bogoljubow 9. Platz | Eistanz: - Ljudmila Pachomowa/Alexander Gorschkow - Irina Moissejewa/Andrei Minenkow - Natalja Linitschuk/Gennadi Karponossow 4. Platz |

### Eisschnelllauf
| Damen: - Tatjana Awerina 500 m: – 43,17 s 1000 m: – 1:28,43 min 1500 m: – 2:17,96 min 3000 m: – 4:45,19 min - Galina Stepanskaja 1500 m: – 2:16,58 min - Wera Krasnowa 500 m: 5. Platz – 43,23 s - Ljubow Sadtschikowa 500 m: 6. Platz – 43,80 s - Tetjana Schelechowa 1000 m: 15. Platz – 1:32,08 min 3000 m: 14. Platz – 4:54,03 min - Nina Statkewitsch 1500 m: 15. Platz – 2:22,59 min 3000 m: 13. Platz – 4:53,94 min - Ljudmila Titowa 1000 m: 7. Platz – 1:30,06 min | Herren: - Waleri Muratow 500 m: – 39,25 s 1000 m: – 1:20,57 min - Jewgeni Kulikow 500 m: – 39,17 s - Juri Kondakow 1500 m: – 1:59,97 min - Wladimir Iwanow 5000 m: 7. Platz – 7:37,73 min 10.000 m: 15. Platz – 16:16,20 min - Andrei Malikow 500 m: 8. Platz – 39,85 s 1000 m: 29. Platz – 1:27,57 min - Sergei Martschuk 1500 m: 13. Platz – 2:04,45 min 5000 m: 14. Platz – 7:51,37 min 10.000 m: 11. Platz – 15:43,81 min - Sergei Rjabew 1500 m: 4. Platz – 2:02,15 min - Alexander Safronow 1000 m: 4. Platz – 1:20,84 min - Wiktor Warlamow 5000 m: 4. Platz – 7:30,97 min 10.000 m: 4. Platz – 15:06,06 min |

### Rodeln
| Damen: - Vera Zozuļa 9. Platz – 2:52,661 min | Herren: - Dainis Bremse 8. Platz – 3:30,576 min - Aigars Kriķis 13. Platz – 3:34,695 min - Wladimir Schitow 10. Platz – 3:32,570 min | Doppelsitzer: - Dainis Bremse/Aigars Kriķis 8. Platz – 1:27,407 min - Valdis Ķuzis/Rolands Upatnieks 9. Platz – 1:27,557 min |

### Ski Nordisch

#### Langlauf
| Damen: - Raissa Smetanina 5 km: – 15:49,73 min 10 km: – 30:13,41 min 4 × 10 km Staffel: – 1:07:49,75 h - Nina Baldytschewa 5 km: – 16:12,82 min 10 km: 4. Platz – 30:52,58 min 4 × 10 km Staffel: – 1:07:49,75 h - Galina Kulakowa 5 km: Disqualifiziert 10 km: – 30:38,61 min 4 × 10 km Staffel: – 1:07:49,75 h - Sinaida Amossowa 5 km: 6. Platz – 16:33,78 min 10 km: 6. Platz – 31:11,23 min 4 × 10 km Staffel: – 1:07:49,75 h | Herren: - Nikolai Baschukow 15 km: – 43:58,47 min 30 km: 5. Platz – 1:31:33,14 h 4 × 10 km Staffel: – 2:10:51,46 h - Sergei Saweljew 30 km: – 1:30:29,38 h 50 km: 21. Platz – 2:46:01,36 h 4 × 10 km Staffel: – 2:10:51,46 h - Jewgeni Beljajew 15 km: – 44:01,10 min 50 km: 38. Platz – 2:54:00,55 h 4 × 10 km Staffel: – 2:10:51,46 h - Iwan Garanin 15 km: 4. Platz – 44:41,98 min 30 km: – 1:31:09,29 h 50 km: 4. Platz – 2:40:38,94 h 4 × 10 km Staffel: – 2:10:51,46 h - Wassili Rotschew 30 km: 10. Platz – 1:32:39,42 h 50 km: 12. Platz – 2:44:31,23 h - Juri Skobow 15 km: 16. Platz – 46:16,27 min |

#### Skispringen
Herren:
- Alexei Borowitin
Normalschanze: 15. Platz – 224,9 Punkte
Großschanze: 19. Platz – 187,5 Punkte
- Juri Kalinin
Normalschanze: 22. Platz – 218,7 Punkte
Großschanze: 24. Platz – 181,5 Punkte
- Alexander Karapusow
Normalschanze: 12. Platz – 226,8 Punkte
Großschanze: 15. Platz – 193,5 Punkte
- Sergei Saitschik
Normalschanze: 25. Platz – 213,6 Punkte
Großschanze: 11. Platz – 200,0 Punkte

#### Nordische Kombination
Herren:
- Alexei Baranow
Einzel (Normalschanze/15 km): 23. Platz
- Waleri Kopajew
Einzel (Normalschanze/15 km): 7. Platz
- Nikolai Nogowizyn
Einzel (Normalschanze/15 km): 6. Platz